# Carsten Müller (Politiker)
Carsten Müller (* 8. Mai 1970 in Braunschweig) ist ein deutscher Politiker (CDU) und Mitglied des Deutschen Bundestages, dem er von 2005 bis 2009 und seit 2013 angehört.

## Biografie

### Ausbildung und Beruf
Müller absolvierte nach dem Abitur 1989 am Gymnasium Kleine Burg in Braunschweig bis 1991 eine Ausbildung zum Bankkaufmann. 1992 bis 1999 war er im Technischen Hilfswerk aktiv. Er begann 1992 ein Studium der Rechtswissenschaft an der Georg-August-Universität Göttingen, das er 1998 mit dem ersten juristischen Staatsexamen beendete. Während des Studiums war er bis 2001 bei der Deutschen Bank in Braunschweig tätig. Nach dem zweiten Staatsexamen 2001 hat er sich 2002 in Braunschweig als Rechtsanwalt niedergelassen. 1997 erwarb Müller die Markenrechte der 1961 untergegangenen Automobilmarke Borgward und verkaufte sie 2005. Von 1998 bis 2001 war Müller auch Geschäftsführer verschiedener Facility-Management-Gesellschaften. Von 2003 bis 2006 sowie von 2010 bis 2015 übernahm er die Geschäftsführung mittelständischer Unternehmen. Von 2005 bis 2009 war Müller Mitglied des 16. Deutschen Bundestages. Daneben war er Vorsitzender bzw. Mitglied in kommunalen Aufsichtsräten verschiedener Gesellschaften unter anderem im Bereich des Personennahverkehrs. Seit November 2010 ist Müller ehrenamtlicher Vorsitzender der Deutschen Unternehmensinitiative Energieeffizienz e. V. (DENEFF). 2014 wurde er zum ehrenamtlichen Vorsitzenden des VMDU e. V. – Verein Mittelständischer Dienstleistungsunternehmen e. V. gewählt. Diesen Vorsitz legte er zum 31. Dezember 2019 auf eigenen Wunsch nieder. Seit 2022 ist Müller stellvertretender Vorsitzender der Deutsch-Taiwanische Gesellschaft e. V. Er engagiert sich ebenfalls ehrenamtlich als stellvertretender Vorsitzender des Deutsch-Arabischen Bildungsvereins e. V. in Braunschweig. Seit 2013 gehört er erneut dem Deutschen Bundestag an.

### Politik

#### Partei
Müller trat schon als Schüler 1986 in die Junge Union und die CDU ein. Von 1989 bis 1990 war er Landesvorsitzender der Schüler Union in Niedersachsen sowie von 1989 bis 1991 Landesvorsitzender der Jungen Union Braunschweig. Müller gehörte von 1990 bis 1992 und gehört erneut seit 2000 dem Landesvorstand der CDU Braunschweig an. Auf den CDU-Bundes- und Landesparteitagen ist er regelmäßig Mitglied der Antragskommissionen. Er gehörte der vom CDU-Bundesvorstand eingesetzten Struktur- und Satzungskommission „Meine CDU 2017“ zur inhaltlichen, personellen und organisatorischen Erneuerung der CDU an. Im Frühjahr 2010 wurde ihm der Landesvorsitz der CDU Landesverband Braunschweig angetragen. Aus beruflichen Gründen lehnte Müller jedoch eine Kandidatur ab und blieb als Landesschatzmeister im Amt. Von 1998 bis 2018 war er stellvertretender Vorsitzender des CDU-Kreisverbandes Braunschweig. Im März 2018 wurde er zum Vorsitzenden des CDU-Kreisverbandes Braunschweig gewählt. Auf dem Kreisparteitag der CDU Braunschweig am 7. Juni 2024 kandidierte er nicht mehr für den Kreisvorsitz. Seit September 2014 gehört Carsten Müller dem Präsidium und dem Vorstand der CDU in Niedersachsen an. Im März 2021 wurde Müller zum Mitgliederbeauftragten der CDU in Niedersachsen gewählt.

#### Abgeordneter

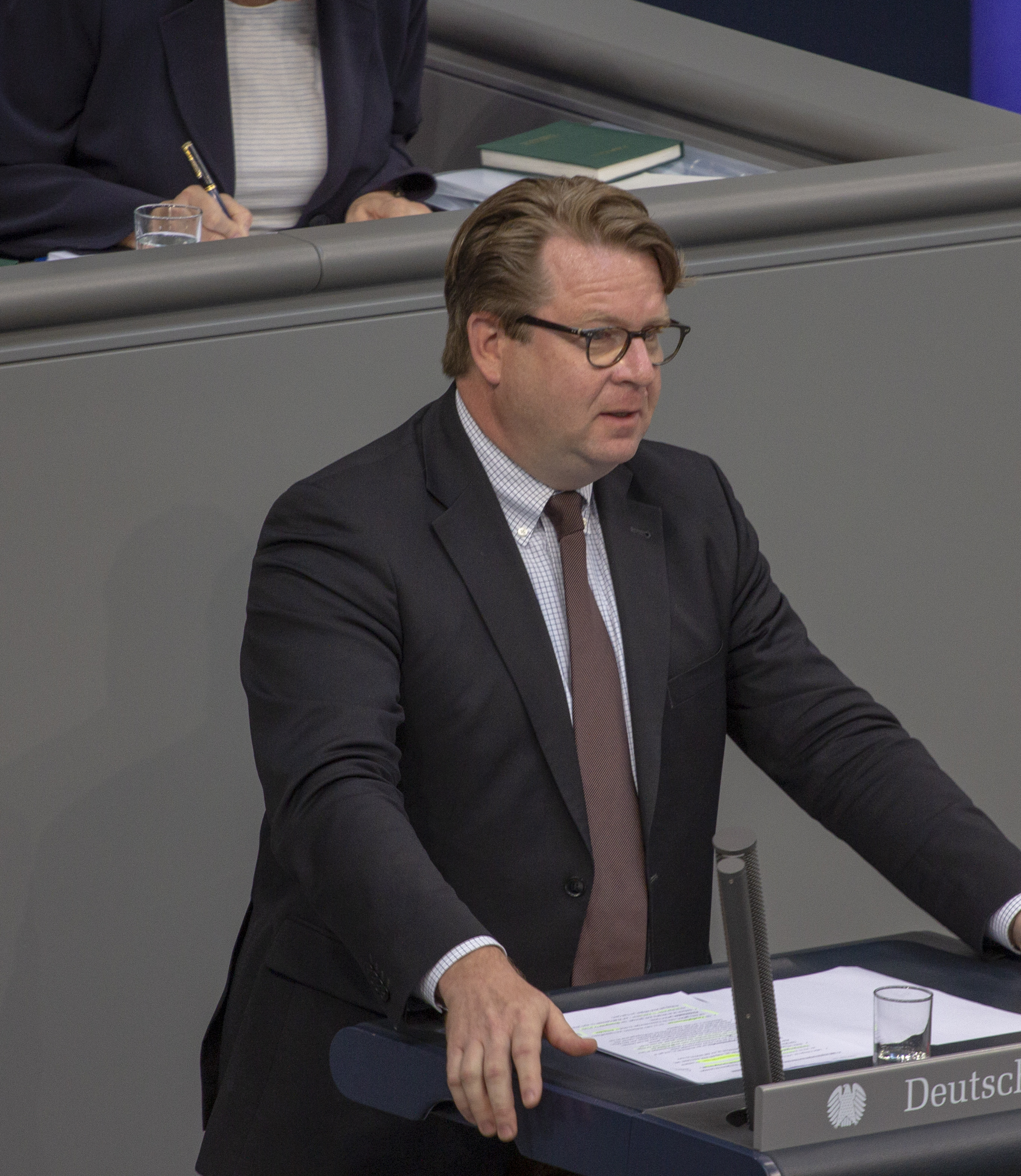
Carsten Müller, 2019 im Deutschen Bundestag

Müller war zwischen 1991 und 2016 Mitglied im Rat der Stadt Braunschweig. Hier war er unter anderem stellvertretender Vorsitzender der CDU-Fraktion und Mitglied des Verwaltungsausschusses. Als seinerzeitiger Vorsitzender des städtischen Finanzausschusses hat Müller maßgeblich an der bundesweit beachteten finanziellen Sanierung und Entschuldung der Stadt Braunschweig mitgearbeitet.
Von 2005 bis 2009 war er Mitglied des 16. Deutschen Bundestages, in den er über die Landesliste Niedersachsen in den Bundestag eingezogen war. Im September 2013, 2017 sowie 2021 wurde er jeweils erneut über die Landesliste in den Deutschen Bundestag gewählt. Müller gehörte im 18. Deutschen Bundestag dem 5. Untersuchungsausschuss zum VW-Abgasskandal an. 2018 bis 2021 war Müller Mitglied im Vorstand der CDU/CSU-Bundestagsfraktion. In der 20. Legislaturperiode gehört Müller als ordentliches Mitglied dem Rechtsausschuss sowie dem Ausschuss für Wahlprüfung, Immunität und Geschäftsordnung an. Im Ausschuss für Klimaschutz und Energie ist er stellvertretendes Mitglied. Müller gehört als stellvertretendes Mitglied der deutschen Delegation zur Interparlamentarischen Union (IPU) an. Seit 2018 ist er stellvertretender Vorsitzender der Landesgruppe Niedersachsen der CDU/CSU-Fraktion im Deutschen Bundestag. Seit März 2020 ist Müller Obmann der CDU/CSU-Bundestagsfraktion im Rechtsausschuss.
Am 30. Juni 2017 stimmte Müller als einer von 68 Abgeordneten der CDU für die „Ehe für alle“. Müller gehört zur Gruppe von 29 Abgeordneten der CDU, die sich für weitergehende Maßnahmen für einen effektiven Klimaschutz, für eine „grüne Null“, einsetzen. Er setzt sich für transparentere Lobbyregeln ein und forderte frühzeitig umfassendere Regeln für ein Lobbyregister unter Einbeziehung der Bundesregierung. Müller fordert die Nutzung der vom Europäischen Gerichtshof eröffneten Möglichkeiten zur Speicherung von IP-Adressen, um schwerste Straftaten, etwa Kinderpornografie und Terrorismusbekämpfung, bekämpfen zu können. Für die Opfer politischer Verfolgung und des Staatsdopings in der früheren DDR setzt er sich für eine deutliche Verbesserung der Entschädigungsregelungen ein. Müller wirkte an wichtigen Initiativen der Union für eine technologieoffene Wirtschafts-, Energie- und Forschungspolitik sowie zum Erhalt der Industriearbeitsplätze mit. In der 20. Legislaturperiode beschäftigte er sich intensiv mit der Rückholung der radioaktiven Abfälle aus der Schachtanlage Asse und organisierte Gespräche mit den Asse-Gruppen vor Ort sowie mit allen regionalen Abgeordneten und Samtgemeindebürgermeistern in Berlin.
Seit Mai 2014 ist Müller Vorsitzender des Parlamentskreises Automobiles Kulturgut, den er 2009 mit gegründet hat. Die Redaktionsjury von AUTO BILD KLASSIK ehrte ihn im November 2024 als „Person des Jahres“. Im Juni 2014 war er Mitbegründer des Parlamentskreises Energieeffizienz und wurde dessen Vorsitzender.
Bei der Bundestagswahl 2025 wurde er über die Landesliste der CDU in Niedersachsen wieder in den Deutschen Bundestag gewählt.

## Veröffentlichungen
Gundula Tutt, Carsten Müller: Automobiler Fachwortschatz zur Beschreibung historischer Fahrzeuge. 1. Auflage. Karren Publishing, Münster 2020, ISBN 978-3-947060-11-5.